# Wyn Jones
Pour les articles homonymes, voir Jones.
Ne doit pas être confondu avec Alun Wyn Jones, capitaine et joueur le plus capé du pays de Galles

a Compétitions nationales et continentales officielles uniquement.

b Matchs officiels uniquement.
Dernière mise à jour le 31 juillet 2024.
Wyn Jones, né le 26 février 1992 à Llandovery (pays de Galles), est un joueur international gallois de rugby à XV, jouant dans le club des Harlequins. Il occupe la position de pilier.

## Biographie
À partir de la saison 2013-2014, il évolue aux Scarlets au pays de Galles.
En mai 2017, il est appelé pour la première fois en équipe du pays de Galles pour la tournée d'été dans le Pacifique. Il porte pour la première fois le maillot du XV du Poireau contre les Tonga, le 16 juin, en entrant en jeu à quelques minutes de la fin du match.
L'année suivante, il fait ses débuts dans le Tournoi des Six Nations contre l'Écosse. Il prend part également au Grand Chelem des Gallois lors du Tournoi des Six Nations suivant (deux rencontres jouées et débutées sur le banc des remplaçants),.
Il fait partie en 2019 des joueurs sélectionnés pour disputer la Coupe du monde au Japon. Il y dispute en tant que titulaire les trois premiers matchs du pays de Galles, écartant de facto son coéquipier en club Rob Evans, joueur cadre de l'équipe lors du Grand Chelem quelques mois plus tôt et non retenu pour la compétition internationale. Le Gallois joue aussi les quarts et demi-finales contre la France et l'Afrique du Sud, avant de prendre place sur le banc lors du match pour la troisième place face à la Nouvelle-Zélande (défaite 40 à 17).
En 2021, il est titulaire lors des cinq matchs de son équipe dans le Tournoi des Six Nations, et est même nommé « homme du match » lors de la première journée contre l'Irlande. Il est également sélectionné pour participer à la tournée des Lions britanniques et irlandais, et joue le dernier match contre l'Afrique du Sud, le 7 août (défaite 19 à 16).
À l'issue de la saison 2023-2024, il n'est pas conservé par les Scarlets. De ce fait, il s'engage avec club anglais des Harlequins.

## Palmarès

### En province
- Vainqueur du Pro12 en 2017 avec les Scarlets.
- Finaliste du Pro14 en 2018 avec les Scarlets.

### En équipe nationale
- Vainqueur du Tournoi des Six Nations en 2019 (Grand Chelem) et 2021 avec l'équipe du pays de Galles.